# قائمة قبائل الكرد

قائمة قبائل الكردية من المنطقة الجغرافية الثقافية في كردستان ومناطق أخرى.

## القبائل التاريخية
يذكر المسعودي في كتابه مروج الذهب أسماء عشائر الكردية، شاهجان في دينور وهمدان، ماجوردان في كنجاور، سرات وهذباني في أذربيجان.

## العراق
خارطة من وكالة المخابرات المركزية لقبائل العراق في الخمسينيات القرن العشرين، أسماء القبائل الكردية مكتوبة بالأحمر والعربية بالأسود.

### محافظة بغداد
العشائر التالية موجودة في محافظة بغداد:
- قبيلة الفيلية[2]

### محافظة ديالى
توجد في محافظة ديالى العشائر التالية:
- قبيلة باجلان[3]
- قبيلة بيبان[3]
- قبيلة الفيلية
- قبيلة الجاف
- قبيلة كاغانلو
- قبيلة كاكائية (يارسانية)
- قبيلة كاكيفار
- قبيلة كلهور
- قبيلة ليلاني
- قبيلة مامه جان
- قبيلة بلاني
- قبيلة قره علوش
- قبيلة سوره ميري
- قبيلة شيخبيزين
- قبيلة زارغوش
- قبيلة زندا

### محافظة دهوك
القبائل التالية تسكن في محافظة دهوك:
- قبيلة بارزاني
- قبيلة برواري "Berwari"
- قبيلة دوسكي "Doski"
- قبيلة إرتوشي "Ertuşi"
- قبيلة كولي "Guli"
- قبيلة نروى "Nerwa"
- قبيلة ريكاني "Rekani"
- قبيلة شرفهان "Sharafhan"
- قبيلة سندي
- قبيلة سبنا "Sipna"
- قبيلة سورشي "Surchi"
- قبيلة زيباري
- قبيلة سليفاني "Slivani"[5]
- قبيلة الهسنيان[6]

### محافظة أربيل
تتواجد القبائل التالية في محافظة أربيل:
• قبيلة سارەي ( سالەیی)
- قبيلة بالاك
- قبيلة آكو
- قبيلة بارزاني
- قبيلة دولاماري
- قبيلة البرزنجي
- قبيلة [[بلباس]][10]
- قبيلة برادوست
- قبيلة ديزايي "Dizayee"
- قبيلة كردي
- قبيلة هركي
- قبيلة الكواني
- قبيلة الخيلاني
- قبيلة خوشناو
- قبيلة مانتيك
- قبيلة ناناكالي
- قبيلة سيان
- قبيلة زيدبكي
- قبيلة شوان
- قبيلة سورشي
- قبيلة سياني
- قبيلة زيباري
- قبيلة الزيراري
- قبيلة الشكاك

قبيلة موسى رشي

### محافظة كركوك
- قبيلة سالەیی
- قبيلة جاف

### محافظة نينوى
- عشيرة البشكان[11]

### محافظة السليمانية
- قبيلة جاف
- قبيلة برزنجي
- قبيلة كوران
- قبيلة خوشناو

### محافظة واسط
- قبيلة الفيلية[12]

## سوريا

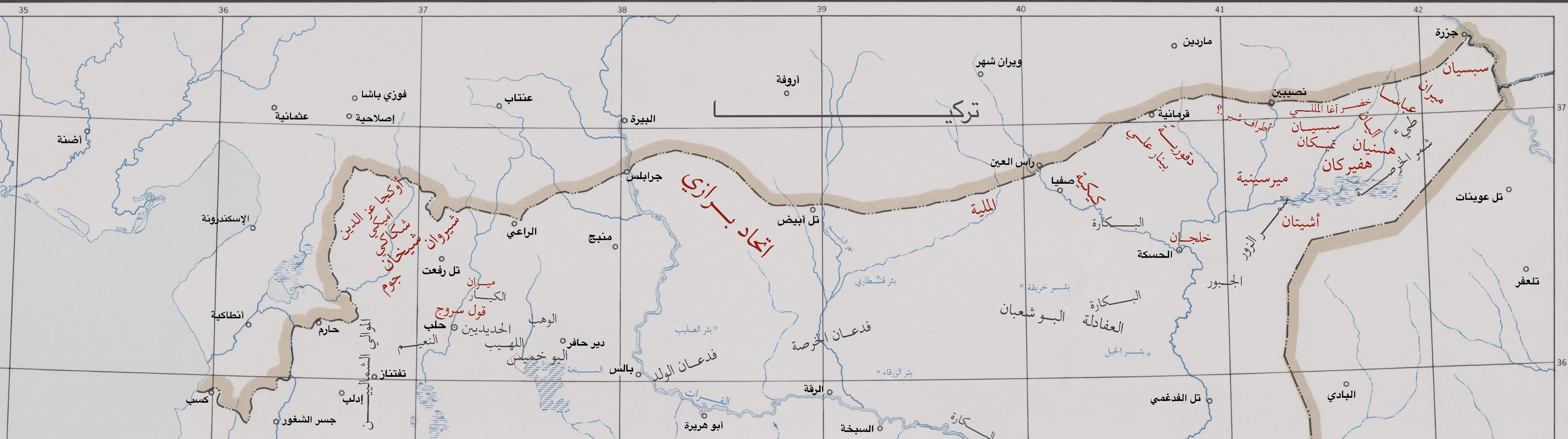
القبائل الكردية في سوريا وفقا لوكالة الاستخبارات المركزية الأمريكية في عام 1951، أسماء القبائل الكردية مكتوبة بالخط الأحمر.

### محافظة حلب
تتواجد القبائل التالية في محافظة حلب:
- البرازية[14] "Berazi"
- قبيلة إمكان "Amkan"
- قبيلة بيان "Biyan"
- قبيلة كوميان "Cûmiyan"
- قبيلة ديميلي[15] "Dimili"
- قبيلة هيشتيان "Heyştiyan"
- قبيلة رشوان[15] "Reşwan"
- قبيلة روباريان "Rûbariyan"
- قبيلة شيخان "Şêxan"
- قبيلة خاستيان "Xastiyan"
- قبيلة خيرزان "Xerzan"

### محافظة الحسكة
العشائر الكردية في محافظة الحسكة:
- الملية (الملان)
- الكيكية (كيكان)
- الدقوريّة
- ميرسينية
- بينار علي
- الأومرية (أومريان)
- شيتية/آشيتي/أشيتان
- الهرميسية (هرميسي)
- الديرشوا
- هفيركة (هفيركان)
- الآليان
- آباسا (عباسا)
- الميران (الكوجر)
- البوبلان
- الكابارا

## تركيا
في إيران تتواجد هذه القبائل
- بيروكييون